# Rollin 60's Neighborhood Crips
Rollin 60's Neighborhood Crips er en afro-amerikansk gadebande i Los Angeles, Californien. 

## Historie
I 1972, blev the Rollin' 60's, dannet som følge af en fraktion fra den originale Crip-bande, the Westside Crips, og er siden vokset støt. Deres største rival er Eight Tray Gangster Crips mod øst; mens, deres rivaler indbefatter, også de forskellige sæt i Hoover Criminal. Deres største Blood-rival er the Van Ness Gangsters (VNG) i nord, sammen med Inglewood Family Blood Gang. Da mange af bandens medlemmer går på Crenshaw High School, kolliderer de ofte med Van Ness Gangster Brims. Andre af deres rivaler indbefatter Hoover Criminals, især 83 Hoover Criminals, 74 Hoover Criminals og Gangster Crips, som er allieret med Eight Tray Gangster Crips, såsom 53 Avalon Gangster Crips og 43 Gangster Crips. Bandens allierede indbefatter Rollin 30's Harlem Crips, Rollin 50's Neighborhood Crips, og Neighborhood Crips
Ifølge Los Angeles Daily News, er Rollin' 60's "den største afroamerikanske bande i byen Los Angeles med over 1,600 aktive medlemmer – omtrent på størrelse med en mindre brigade." Bandens kriminelle aktiviteter indbefatter mord, bankrøveri, voldtægt, narkotikahandel, biltyveri, overfald og vandalisme/graffiti.
Banden, blev kendt efter at de havde myrdet den amerikanske fodboldspiller Kermit Alexander.